# Колокол (пилотаж)
Ко́локол — фигура высшего пилотажа, при которой самолёт переводится в вертикальный набор высоты с последующим гашением скорости до практически полной остановки. После того, как тяга становится нулевой, за счет хорошо скомпонованных аэродинамических качеств, самолёт начинает «проваливаться» вниз в вертикальном положении, соблюдая горизонтальную плоскость. Скорость при этом имеет незначительную отрицательную величину относительно направления носа самолёта. Уникальная компоновка аэродинамики и двигателей позволяет изменять вектор тяги самолёта, с последующим опусканием носовой части в горизонтальную плоскость. Траектория полёта самолёта при выполнении этой фигуры пилотажа схожа с очертанием колокола.
Практическая значимость этой фигуры в бою заключается в том, что на время прохождения нулевой скорости самолёт становится незаметным для доплеровских радаров и головок ракет с радиолокационным наведением на цель. Также используется при работе по поверхности для погашения скорости и последующего прицеливания. В наши дни эту фигуру можно видеть не в воздушных боях, а во время выступлений пилотажных групп «Стрижи», «Русские витязи», «Русь».
Долгое время «колокол» считался фигурой, доступной только винтовым самолётам, так как большинство реактивных двигателей не могут работать на больших углах атаки. Впервые фигура была публично выполнена на турбореактивном самолёте в 1988 году на авиасалоне в английском Фарнборо. За штурвалом истребителя четвертого поколения МиГ-29 сидел летчик-испытатель Анатолий Квочур. Первыми реактивными самолётами, сумевшими выполнить «колокол», стали советские истребители Су-27 и МиГ-29. В настоящее время эта фигура также выполняется и американскими истребителями F-16, F/A-18 и F-22. Также фигуру высшего пилотажа «колокол» выполняет пилотажная группа «Русь» на самолётах Л-39. Первым данную фигуру на самолёте Л-39 выполнил лётчик-инструктор первого класса В. В. Соболев.